# Tăng Tuyết Minh
Tăng Tuyết Minh (chữ Hán: 曾雪明, 1905–1991) là một phụ nữ người Trung Quốc. Theo nghiên cứu của một số học giả Trung Quốc, Pháp, và Hoa Kỳ thì bà đã kết hôn với Hồ Chí Minh khi đó có bí danh là Lý Thụy vào năm 1926 và đã sống chung với ông được nửa năm cho đến khi ông phải rời Trung Quốc sau vụ chính biến năm 1927. Cũng theo các học giả này, sau này khi Hồ Chí Minh trở thành chủ tịch nước Việt Nam Dân chủ Cộng hòa, hai người đã tìm cách liên lạc nhau nhưng không được. Thông tin về Tăng Tuyết Minh đã được Hoàng Tranh (nguyên Phó Viện trưởng Viện Khoa học xã hội Quảng Tây, Trung Quốc) xuất bản lần đầu trong một quyển sách từ năm 1987. Ngược lại, theo Sophie Quinn-Judge thì cuộc hôn nhân đó có thể chỉ đơn thuần vì lý do chính trị, hai người đã sống chung với nhau như một cách ngụy trang để duy trì các hoạt động chính trị của họ. Tiến sĩ Chu Đức Tính, giám đốc Bảo tàng Hồ Chí Minh cho biết ông đã tranh luận với giáo sư Hoàng Tranh, và ông đã kết luận rằng đây là "một giả thuyết mang tính tiểu thuyết nhiều hơn".
Sự tồn tại của Tăng Tuyết Minh trong cuộc đời Hồ Chí Minh chưa bao giờ được nhà nước Việt Nam thừa nhận. Báo chí Việt Nam đăng vụ việc này 1 lần, nhưng sau đó Tổng biên tập báo đã bị cách chức.

## Xuất thân
Bà Tăng Tuyết Minh sinh vào tháng 10 năm 1905 tại thành phố Quảng Châu, Trung Quốc, quê gốc ở huyện Mai tỉnh Quảng Đông. Cha của bà là Tăng Khai Hoa làm nghề buôn bán; mẹ của bà là Lương Thị, vợ kế của Tăng Khai Hoa. Ông Tăng Khai Hoa qua đời khi Tăng Tuyết Minh mới lên mười.
Đầu năm 1923, bà học Cao đẳng tiểu học sau đó tốt nghiệp trường Hộ sinh Quảng Châu, ra làm nữ hộ sinh. Tháng 11 năm 1924, Nguyễn Ái Quốc với bí danh là Lý Thụy từ Moskva đến Quảng Châu làm phiên dịch cho cố vấn Liên Xô Mikhail Markovich Borodin, thuộc Hội Lao Liên của Tôn Trung Sơn.
Theo một cuốn sách của tác giả Pierre Brocheux xuất bản năm 2007, mùa hè năm 1926 qua sự mai mối của một trợ thủ đắc lực là Lâm Đức Thụ, Nguyễn Ái Quốc gặp Tăng Tuyết Minh. Cũng theo các tài liệu của tác giả này, Nguyễn Ái Quốc rất có cảm tình với cô gái Quảng Châu có gương mặt trái xoan, da trắng, điềm đạm, đoan trang, thông minh này.

## Hôn nhân
Theo các tài liệu của hai tác giả người Trung Quốc là Hoàng Tranh và Khổng Giả Lập xuất bản cùng năm 2001 thì tháng 10 năm 1926, hôn lễ giữa Lý Thụy, (bí danh hoạt động của Nguyễn Ái Quốc khi đó) và Tăng Tuyết Minh được tổ chức tại nhà hàng Thái Bình với sự chứng kiến của Thái Sướng, Đặng Dĩnh Siêu (vợ của Chu Ân Lai) và một số học viên khoá huấn luyện phụ vận. Đây cũng là địa điểm mà Chu Ân Lai và Đặng Dĩnh Siêu tổ chức kết hôn trước đó một năm. Cuộc hôn nhân này ban đầu bị mẹ Tăng Tuyết Minh phản đối vì bà lo ngại Nguyễn Ái Quốc hoạt động nay đây mai đó không ổn định, nhưng lại được Tăng Cẩm Tương, anh của Tăng Tuyết Minh, tán thành vì nhận xét Nguyễn Ái Quốc là người có học vấn, cẩn trọng và tâm huyết với sự nghiệp. Theo sử gia người Pháp Pierre Brocheux trong cuốn tiểu sử Hồ Chí Minh: Một tiểu sử, một số người cùng hoạt động hoặc quen biết Lý Thụy như Nguyễn Hải Thần và Lê Hồng Sơn phản đối cuộc hôn nhân này. Trong một lá thư cho các đồng sự, Lý Thụy đã giải thích lý do cưới Tăng Tuyết Minh là vì ông cần một phụ nữ để dạy ngôn ngữ và chăm lo nhà cửa.
Về cuộc hôn nhân này, Sophie Quinn-Judge có ý kiến khẳng định dè dặt hơn vì bà cho rằng vào thời kỳ đó, đôi khi một cuộc hôn nhân diễn ra đơn thuần vì lý do chính trị, hai người sống chung với nhau như một cách ngụy trang để duy trì các hoạt động chính trị của họ. Sử gia William J. Duiker trong cuốn tiểu sử Ho Chi Minh: A Life cũng nhắc đến rằng theo một số nguồn thông tin, chẳng hạn như cuốn Vision Accomplished? của tác giả Nguyễn Khắc Huyên, Tăng Tuyết Minh và chồng đã có với nhau một cô con gái.

## Chia cách
Theo bài viết của Khổng Giả Lập thì ngày 12 tháng 4 năm 1927, sau khi Lý Thụy và Tăng Tuyết Minh kết hôn được nửa năm, Tưởng Giới Thạch phát động cuộc chính biến tại Thượng Hải. Lý Thụy phải chuyển đến Vũ Hán vì trụ sở của đoàn cố vấn Lao Liên chuyển đến đây. Tuy nhiên do tình thế lúc bấy giờ, sau khi đến Vũ Hán, Lý Thụy lại chuyển đến Thượng Hải, rồi đi sang Nga, vòng qua châu Âu rồi về Thái Lan.
Về phần Tăng Tuyết Minh, bà gia nhập Đoàn Thanh niên Xã hội chủ nghĩa. Từ tháng 7 năm 1927 đến tháng 6 năm 1929, Tăng Tuyết Minh vào học tại trường Anh văn Kiêm Bá và trường Trung học nữ sinh Tân Á. Từ tháng 7 năm 1929 đến đầu năm 1930, bà rời Quảng Châu, làm nữ hộ sinh huyện Thuận Đức quê ngoại.

## Thư gửi Tăng Tuyết Minh
Có một bức thư chữ Hán bị mật thám Pháp tại Đông Dương chặn được và giữ lại ngày 14 tháng 8 năm 1928, hiện được lưu trữ tại CAOM (viết tắt của Centre des Archives d'Outre-Mer - Trung tâm Lưu trữ Hải ngoại) đặt tại Aix-en-Provence được tác giả Hoàng Tranh cho rằng đó là bức thư Nguyễn Ái Quốc viết ở Thái Lan. Cũng theo ông Hoàng Tranh, trước đó qua bí danh Lý Thụy, Nguyễn Ái Quốc đã vài lần nhờ người chuyển thư cho Tăng Tuyết Minh nhưng không có kết quả. Nội dung lá thư như sau:
| Dữ muội tương biệt, Chuyển thuấn niên dư, Hoài niệm tình thâm, Bất ngôn tự hiểu. Tư nhân hồng tiện, Dao ký thốn tiên, Tỷ muội an tâm, Thị ngã ngưỡng (hoặc sở) vọng. Tinh thỉnh Nhạc mẫu vạn phúc. Chuyết huynh Thụy. | Từ ngày chia tay với em, đã hơn một năm trôi qua. Nhớ thương khắc khoải, chẳng nói cũng hiểu. Nay mượn cánh hồng, gửi mấy dòng thư để em yên tâm, đó là điều anh mong mỏi, và cầu cho nhạc mẫu vạn phúc. Người anh vụng về, Thụy. | Cùng em xa cách, Đã hơn một năm, Thương nhớ tình thâm, Không nói cũng rõ. Cánh hồng thuận gió, Vắn tắt vài dòng, Để em an lòng, Ấy anh ngưỡng vọng. Và xin kính chúc, Nhạc mẫu vạn phúc. Anh ngu vụng: Thụy |

Theo Pierre Brocheux, nội dung của bức thư này mâu thuẫn với lý do "cần một phụ nữ để dạy ngôn ngữ và chăm lo nhà cửa" mà Lý Thụy đã dùng để giải thích cho Nguyễn Hải Thần, Lê Hồng Sơn và một số người khác về việc hôn nhân của ông với Tăng Tuyết Minh.
Vẫn theo ông Hoàng Tranh, đầu tháng 5 năm 1930, Nguyễn Ái Quốc lại viết một lá thư nữa từ Thượng Hải hẹn Tăng Tuyết Minh lên Thượng Hải để gặp nhau. Lá thư này cũng không đến được tay Tăng Tuyết Minh do bà đã rời khỏi địa chỉ ghi trong thư là trạm y tế của bác sĩ Dư Bác Văn ở thị trấn Lặc Lưu, nhưng bị Dư Bác Văn đã xem trộm bức thư rồi đốt đi. Đến nửa năm sau Tăng Tuyết Minh mới biết chuyện nhờ nữ y sĩ Hoàng Nhã Hồng (người đã chứng kiến vụ đốt thư) cho biết.

## Nhìn thấy Nguyễn Ái Quốc tại tòa án rồi qua ảnh

Tăng Tuyết Minh khi đã cao tuổi. Trên tường nhà có treo ảnh Hồ Chí Minh

Ngày 5 tháng 6 năm 1931 Nguyễn Ái Quốc bị các nhà cầm quyền Anh bắt sau khi trở lại Hồng Kông. Đến cuối năm 1931, nhà cầm quyền Anh ở Hương Cảng đem Nguyễn Ái Quốc ra xét xử. Theo tài liệu của tác giả Hoàng Tranh, trong phiên xét xử này Tăng Tuyết Minh đã nhìn thấy Nguyễn Ái Quốc từ xa, còn Nguyễn Ái Quốc thì hoàn toàn không biết bà có mặt tại toà. Đây là lần cuối cùng Tăng Tuyết Minh nhìn thấy Nguyễn Ái Quốc.
Theo bài "Hồ Chí Minh với người vợ Trung Quốc Tăng Tuyết Minh" đã đăng trên tạp chí Đông Nam Á tung hoành (dọc ngang Đông Nam Á), số tháng 12 năm 2001 xuất bản tại Nam Ninh của Hoàng Tranh, thì tháng 5 năm 1950 Tăng Tuyết Minh nhìn thấy ảnh Hồ Chí Minh trên Nhân dân Nhật báo cùng với tiểu sử của ông. Bà lúc đó mới biết Lý Thụy năm xưa hiện giờ chính là vị Chủ tịch Việt Nam. Bà đã cố gắng liên lạc với ông qua đại sứ Hoàng Văn Hoan và tổ chức Đảng Cộng sản Trung Quốc. Nhưng tất cả cố gắng của bà đều không thành. Cũng theo Hoàng Tranh, một cán bộ lãnh đạo Quảng Châu đã tới gặp Tăng Tuyết Minh để trao cho bà lá thư của bà Thái Sướng chứng thực Hồ Chí Minh chính là Lý Thụy cũng tức là chồng Tăng Tuyết Minh. Cán bộ này cũng giải thích lý do tại sao không tiện liên lạc với Chủ tịch Hồ Chí Minh, hi vọng Tăng Tuyết Minh hiểu và lượng thứ việc này, yên tâm công tác. Hồ Chí Minh cũng từng thông qua Tổng lãnh sự Việt Nam tại Quảng Châu và Đào Chú để tìm Tăng Tuyết Minh. Bí thư Trung Nam cục cũng dò tìm tung tích của Tăng Tuyết Minh nhưng theo Hoàng Tranh là không có kết quả. Theo một bài viết nhà ngoại giao Trung Quốc Lý Đồng Thành (李同成, nguyên Bí thư thứ nhất tại Đại sứ quán Trung Quốc tại Liên Xô) xuất bản năm 2009, Hồ Chí Minh không thể gặp lại Tăng Tuyết Minh do sự phản đối của một số Ủy viên Bộ Chính trị Đảng Lao động Việt Nam, đặc biệt là Lê Duẩn với lý do Hồ Chí Minh được nhân dân xem là cha già dân tộc, nên việc đoàn tụ với Tăng Tuyết Minh sẽ làm ảnh hưởng đến hình tượng của Hồ Chí Minh và sự nghiệp kháng chiến chống Mỹ cứu nước.
Theo Lê Hiển Hành (黎显衡), giám đốc Bảo tàng Lịch sử Cách mạng Quảng Đông, khi nghe tin Hồ Chí Minh mất vào năm 1969, bà đã nghỉ việc ba ngày để chịu tang.  Năm 1972, ông gặp Tăng Tuyết Minh và được bà kể lại về hôn nhân với Lý Thụy.  Tuy nhiên, cấp trên đã hủy đi ghi chép cuộc phỏng vấn này và thay bằng một tài liệu khác do Tăng Tuyết Minh viết về hoạt động cách mạng của Lý Thụy tại Quảng Châu mà không nhắc đến cuộc hôn nhân.
Từ đó bà ở vậy đến già. Năm 1977, bà về hưu sau 52 năm tận tụy với nghề nữ hộ sinh. Năm 1979, đảng bộ tỉnh Quảng Đông chu cấp bà một khoản tiền sinh hoạt và cử một người đến chăm sóc bà. Ngày 14 tháng 11 năm 1991, Tăng Tuyết Minh qua đời tại Quảng Châu, thọ 86 tuổi. Bà được hỏa táng và tro bà được rắc ra biển.

## Khẳng định của Hồ Chí Minh về tình trạng hôn nhân
Nhà báo Harold Isaacs nói rằng vào năm 1945, Hồ Chí Minh từng nói với ông rằng mình cô đơn, không có gia đình, không có gì cả nhưng đã từng có một người vợ. Năm 1962, khi ông được nhà báo Bernard Fall hỏi trực tiếp về vấn đề hôn nhân, ông nói: "Anh thấy đấy, tôi là một người già, một ông già và một người già thường có một khoảng bí mật của riêng mình. Tôi chắc là anh hiểu điều đó." Trong nhiều cuộc phỏng vấn các nhà báo khác từng nhắc đến vấn đề này, Hồ Chí Minh nhiều lần khẳng định ông không có vợ và sẽ không lấy vợ cho đến lúc toàn thắng, thống nhất đất nước.

## Các nghiên cứu và phản ứng
Tháng 5 năm 1991, sau khi báo Tuổi Trẻ đăng một bài viết về việc Hồ Chí Minh có thể đã có vợ, tổng biên tập là bà Vũ Kim Hạnh đã bị đình chỉ chức vụ. Theo phóng viên Mark Baker của tờ Sydney Morning Herald, vào năm 2002, sau khi quyển Ho Chi Minh: A Life của William J. Duiker đã được xuất bản, phía kiểm duyệt của nhà nước Việt Nam đã đòi hỏi cắt bỏ một phần đáng kể cuốn sách cho bản dịch tiếng Việt. Nhà xuất bản Chính trị Quốc gia trong bức thư gửi đến Nhà xuất bản Hyperion Books chỉ duy nhất nói rằng muốn loại bỏ một phần trong phần tiểu sử không giống với các thông tin trong tài liệu của chúng tôi. Duiker nói rằng các người liên lạc ông cho biết một số quan chức cấp cao không hài lòng với việc nhắc đến đời sống tình cảm của Hồ Chí Minh. Duiker cho rằng (chính phủ) Việt Nam muốn để lại ấn tượng Hồ Chí Minh làm gương về một cuộc sống độc thân, tuy không nói ông không quan tâm tới phụ nữ nhưng phủ nhận mạnh mẽ bất cứ mối quan hệ tình cảm chính thức hay nghiêm túc nào của Hồ Chí Minh khi ông đã trở thành nhà cách mạng. Một ấn bản của tạp chí Far Eastern Economic Review mang một mục nhỏ về tranh cãi này cũng bị cấm phân phối ở Việt Nam.
Các tài liệu về Hồ Chí Minh do nhà nước Việt Nam xuất bản khẳng định rằng ông không có vợ và không nhắc đến vấn đề này.
Theo nhà sử học Pháp ông Pierre Brocheux nhân cuộc nói chuyện với đài BBC tại Toronto, Canada chiều 29/10/2003 về cuốn sách của ông mang tựa đề Vietnam Expose, and New biography of Ho Chi Minh (Khám phá Việt Nam và tiểu sử mới của Hồ Chí Minh): "Tôi tin vào chứng cớ sử gia Trung Quốc, ông Hoàng Tranh cho rằng bà Tăng Tuyết Minh là vợ ông Hồ. Theo tôi, điều mà Bộ Chính trị đảng Cộng sản Việt Nam làm, tức là che giấu chuyện này, là một sự kiện rất quan trọng. Điều này chứng tỏ họ có một chính sách biến ông Hồ thành một biểu tượng cho họ." 
Theo giám đốc Bảo tàng Lịch sử Cách mạng Quảng Đông Lê Hiển Hành, năm 2000 một phái đoàn từ Mặt trận Tổ quốc Việt Nam đến Quảng Đông đã có hỏi thực hư về việc Hồ Chí Minh có vợ Trung Quốc không.  Theo Lê thì nguyên phó giám đốc Bảo tàng Hồ Chí Minh Nguyễn Huy Hoan lúc đó là thông dịch viên cho phái đoàn, cho ông biết rằng các sử gia ở Việt Nam đang bán tín bán nghi vào bức thư Lý Thụy gửi cho Tăng Tuyết Minh mà Daniel Hémery đã công bố trước đó. Cũng theo Lê thì giới chức Trung Quốc cũng đã từng xóa bỏ một số thông tin về cuộc hôn nhân giữa Tăng Tuyết Minh và Hồ Chí Minh.
Năm 2013, Tiến sĩ Chu Đức Tính, giám đốc Bảo tàng Hồ Chí Minh, trong một cuộc phỏng vấn với báo Tuổi Trẻ cho biết ông và đồng nghiệp đã tranh luận với giáo sư Hoàng Tranh về thông tin cuộc hôn nhân giữa Tăng Tuyết Minh và Hồ Chí Minh mà Hoàng Tranh đã nêu trong cuốn sách của ông ta. Ông Chu Đức Tính đã kết luận rằng đây là "một giả thuyết mang tính tiểu thuyết nhiều hơn". Ông cho rằng "thực tế đã chứng minh điều đó là không có thật".
Báo Công an thuộc Công an Thành phố Hồ Chí Minh, trong một bài viết về cuộc đời Hồ Chí Minh, cho rằng thông tin ông có vợ là do "những kẻ có mưu đồ đen tối chuyên đi xuyên tạc sự thật" đưa ra. Tờ báo dẫn lời phát biểu của Josephine Stenson tại cuộc hội thảo nhân kỷ niệm 100 năm ngày sinh ông vào tháng 5 năm 1990 ở Hà Nội để lập luận rằng "một con người thông minh, có lý tưởng như Bác thì không thể nào để sơ hở" để mà có vợ con cho mật thám phát hiện ra. Josephine Stenson cũng trích dẫn "Tạp chí Lịch sử quân sự Hoa Kỳ" ghi lại lời kể của một sĩ quan quân Đồng minh từng nói chuyện với Hồ Chí Minh về hôn nhân, được Hồ Chí Minh trả lời: "Khi còn trẻ phải đi hoạt động cách mạng, khi giành được độc lập thì đã già, nên không dám tính chuyện đó". Josephine Stenson được tờ báo miêu tả vào thời điểm đó là "một GS-TS nổi tiếng của Trường đại học Florida Atlantic" — tuy nhiên các tài liệu Mỹ ghi nhận vào năm 1989 bà vẫn là một sinh viên cao học của trường này và luận văn thạc sĩ của bà đến tháng 12 năm 1990 mới hoàn tất.